# امیر کردی
امیر کردی (یونانی: Αμίρι Κούρντι؛ زادهٔ ۱۱ سپتامبر ۱۹۹۱) یک ورزشکار اهل یونان است.
از باشگاه‌هایی که در آن بازی کرده‌است می‌توان به باشگاه فوتبال الاهلی عربستان سعودی و باشگاه فوتبال پانیونیوس اشاره کرد.